# Международен център за изследване на малцинствата и междукултурните взаимодействия
Вижте пояснителната страница за други значения на ИМИР.
Международен център за изследване на малцинствата и междукултурните взаимодействия известен също с абревиатурата ИМИР е частна, неполитическа, нестопанска, неправителствена организация, чиято цел е да изследва отношенията и взаимодействието между различните култури, етноси и религии в Югоизточна Европа, за да подпомогне съхранението, развитието и интеграцията на всички малцинствени общности.
Основан е през април 1992 г. Първоначално, през 1996-1997 г., се занимава с хуманитарна помощ. След отминаване на кризата се заема с подпомагане на различни малцинствени общности в България чрез стипендиантската си програма. Финансира и малцинствени медии и изследователски програми за малцинствата. Тези дейности постепенно се прекратяват и се създава оригинална научна лаборатория (по модела „тинк-танк“), изцяло съсредоточена върху изготвянето на експертни проучвания, анализи, прогнози и актуални политически консултации.

## Спонсори
- Джордж Сорос чрез няколко свои фондации. [1]